# Liste des candidats à l'élection générale québécoise de 2007
La liste des candidats se présentant à l'élection générale québécoise de 2007 est affichée par circonscription. Les députés sortants sont identifiés par une étoile à côté du nom. Les noms des chefs politiques sont inscrits en gras.
L'élection a eu lieu le lundi 26 mars 2007. 

## Nombre de candidat(e)s par parti politique
|  | Parti                                 | Nombre de candidats | Nombre de députés sortants | Nombre de députés élus (Élections 26 mars 2007) |
|  | ------------------------------------- | ------------------- | -------------------------- | ----------------------------------------------- |
|  | Parti libéral du Québec               | 125                 | 72                         | 48                                              |
|  | Parti québécois                       | 125                 | 45                         | 36                                              |
|  | Action démocratique du Québec         | 125                 | 5                          | 41                                              |
|  | Québec solidaire                      | 123                 | -                          | -                                               |
|  | Parti vert du Québec                  | 108                 | -                          | -                                               |
|  | Indépendant(e)s                       | 26                  | 1                          | -                                               |
|  | Parti marxiste-léniniste du Québec    | 24                  | -                          | -                                               |
|  | Parti démocratie chrétienne du Québec | 12                  | -                          | -                                               |
|  | Bloc pot                              | 9                   | -                          | -                                               |
|  | Sans désignation                      | 3                   | -                          | -                                               |

## Abitibi-Est | Abitibi-Témiscamingue
|  | Nom                   | Parti                         |
|  | --------------------- | ----------------------------- |
|  | Pierre Corbeil*       | Parti libéral du Québec       |
|  | Gilles Gagnon         | Action démocratique du Québec |
|  | France-Claude Goyette | Québec solidaire              |
|  | Alexis Wawanoloath    | Parti québécois               |

## Abitibi-Ouest | Abitibi-Témiscamingue
|  | Nom                 | Parti                         |
|  | ------------------- | ----------------------------- |
|  | Jean-Louis Carignan | Parti libéral du Québec       |
|  | François Gendron*   | Parti québécois               |
|  | Éric Mathieu        | Action démocratique du Québec |
|  | Caroline Sigouin    | Québec solidaire              |

## Acadie | Montréal
|  | Nom                       | Parti                         |
|  | ------------------------- | ----------------------------- |
|  | Charles Ghorayeb          | Action démocratique du Québec |
|  | Frédéric Lapointe         | Parti québécois               |
|  | André Parizeau            | Québec solidaire              |
|  | Nicolas Rémillard-Tessier | Parti vert du Québec          |
|  | Christine St-Pierre       | Parti libéral du Québec       |

## Anjou | Montréal
|  | Nom                 | Parti                              |
|  | ------------------- | ---------------------------------- |
|  | Alain Bissonnette   | Parti vert du Québec               |
|  | Francine Gagné      | Québec solidaire                   |
|  | Hélène Héroux       | Parti marxiste-léniniste du Québec |
|  | Lorraine Laperrière | Action démocratique du Québec      |
|  | Sébastien Richard   | Parti québécois                    |
|  | Lise Thériault*     | Parti libéral du Québec            |

## Argenteuil | Laurentides
|  | Nom              | Parti                         |
|  | ---------------- | ----------------------------- |
|  | Guy Dufresne     | Québec solidaire              |
|  | Georges Lapointe | Action démocratique du Québec |
|  | Claude Sabourin  | Parti vert du Québec          |
|  | John Saywell     | Parti québécois               |
|  | David Whissell*  | Parti libéral du Québec       |

## Arthabaska | Centre-du-Québec
|  | Nom                | Parti                         |
|  | ------------------ | ----------------------------- |
|  | Claude Bachand*    | Parti libéral du Québec       |
|  | Thérèse Domingue   | Parti québécois               |
|  | François Fillion   | Parti vert du Québec          |
|  | Bill Ninacs        | Québec solidaire              |
|  | Jean-François Roux | Action démocratique du Québec |

## Beauce-Nord | Chaudière-Appalaches
|  | Nom              | Parti                         |
|  | ---------------- | ----------------------------- |
|  | Denis Couture    | Parti québécois               |
|  | Claude Drouin    | Parti libéral du Québec       |
|  | Christian Dubois | Québec solidaire              |
|  | Janvier Grondin* | Action démocratique du Québec |
|  | Benoît Roy       | Indépendant                   |
|  | Jérémie Vachon   | Parti vert du Québec          |

## Beauce-Sud | Chaudière-Appalaches
|  | Nom                 | Parti                         |
|  | ------------------- | ----------------------------- |
|  | Marie-Claude Bisson | Québec solidaire              |
|  | André Côté          | Parti québécois               |
|  | Diane Leblanc*      | Parti libéral du Québec       |
|  | Claude Morin        | Action démocratique du Québec |

## Beauharnois | Montérégie
|  | Nom              | Parti                         |
|  | ---------------- | ----------------------------- |
|  | Michael Betts    | Action démocratique du Québec |
|  | Serge Deslières* | Parti québécois               |
|  | Éric Desormeaux  | Parti vert du Québec          |
|  | Jean-Guy Hudon   | Parti libéral du Québec       |
|  | Normand Perry    | Québec solidaire              |

## Bellechasse | Chaudière-Appalaches
|  | Nom              | Parti                         |
|  | ---------------- | ----------------------------- |
|  | Jean Domingue    | Action démocratique du Québec |
|  | Ghislain Gaulin  | Parti vert du Québec          |
|  | Collin Perreault | Québec solidaire              |
|  | Sylvie Vallières | Parti québécois               |
|  | Dominique Vien*  | Parti libéral du Québec       |

## Berthier | Lanaudière
|  | Nom                 | Parti                         |
|  | ------------------- | ----------------------------- |
|  | François Benjamin   | Action démocratique du Québec |
|  | Alexandre Bourdeau* | Parti québécois               |
|  | André Chauvette     | Parti vert du Québec          |
|  | Jocelyne Dupuis     | Québec solidaire              |
|  | Carole Majeau       | Parti libéral du Québec       |

## Bertrand | Laurentides
|  | Nom               | Parti                         |
|  | ----------------- | ----------------------------- |
|  | Sylvain Charron   | Action démocratique du Québec |
|  | Claude Cousineau* | Parti québécois               |
|  | Daniel Desjardins | Parti libéral du Québec       |
|  | Jocelyne Lavoie   | Québec solidaire              |
|  | Richard Savignac  | Parti vert du Québec          |

## Blainville | Laurentides
|  | Nom                     | Parti                         |
|  | ----------------------- | ----------------------------- |
|  | Geoffroy Chartrand      | Parti vert du Québec          |
|  | Francis Gagnon-Bergmann | Québec solidaire              |
|  | Pierre Gingras          | Action démocratique du Québec |
|  | Richard Legendre*       | Parti québécois               |
|  | Roberto Rego            | Parti libéral du Québec       |

## Bonaventure | Gaspésie—Îles-de-la-Madeleine
|  | Nom                  | Parti                         |
|  | -------------------- | ----------------------------- |
|  | Doris Chapados       | Parti québécois               |
|  | Karine Delarosbil    | Action démocratique du Québec |
|  | Hélène Morin         | Québec solidaire              |
|  | Nathalie Normandeau* | Parti libéral du Québec       |

## Borduas | Montérégie
|  | Nom                 | Parti                         |
|  | ------------------- | ----------------------------- |
|  | Olivier Adam        | Parti vert du Québec          |
|  | Super Cauchon       | Indépendant                   |
|  | Jacques Charbonneau | Parti libéral du Québec       |
|  | Pierre Curzi        | Parti québécois               |
|  | Claude Gauthier     | Action démocratique du Québec |
|  | Julie Raby          | Québec solidaire              |

## Bourassa-Sauvé | Montréal
|  | Nom                        | Parti                         |
|  | -------------------------- | ----------------------------- |
|  | Line Beauchamp*            | Parti libéral du Québec       |
|  | Roland Carrier             | Parti québécois               |
|  | Marie-Noëlle Doucet-Paquin | Québec solidaire              |
|  | Charles-Antoine Gabriel    | Indépendant                   |
|  | Marie-Ange Germain         | Parti vert du Québec          |
|  | Guy Mailloux               | Action démocratique du Québec |

## Bourget | Montréal
|  | Nom                         | Parti                                 |
|  | --------------------------- | ------------------------------------- |
|  | Pierre Carrier              | Parti libéral du Québec               |
|  | Clairmont De la Croizetière | Action démocratique du Québec         |
|  | Claudette Deschamps         | Parti démocratie chrétienne du Québec |
|  | Linda Gadoury               | Québec solidaire                      |
|  | Diane Lemieux*              | Parti québécois                       |
|  | Scott McKay                 | Parti vert du Québec                  |

## Brome-Missisquoi | Montérégie
|  | Nom               | Parti                         |
|  | ----------------- | ----------------------------- |
|  | Lorraine Lasnier  | Québec solidaire              |
|  | Richard Leclerc   | Parti québécois               |
|  | Jean L'Écuyer     | Action démocratique du Québec |
|  | Pierre Paradis*   | Parti libéral du Québec       |
|  | Vanessa Thibodeau | Parti vert du Québec          |

## Chambly | Montérégie
|  | Nom                | Parti                         |
|  | ------------------ | ----------------------------- |
|  | Marie-Mars Adam    | Parti vert du Québec          |
|  | Alain Dubois       | Québec solidaire              |
|  | Richard Merlini    | Action démocratique du Québec |
|  | Bertrand St-Arnaud | Parti québécois               |
|  | Marc Tanguay       | Parti libéral du Québec       |

## Champlain | Mauricie
|  | Nom                 | Parti                         |
|  | ------------------- | ----------------------------- |
|  | Pierre-Michel Auger | Action démocratique du Québec |
|  | Noëlla Champagne*   | Parti québécois               |
|  | Christian Fortin    | Parti libéral du Québec       |
|  | Alex Noël           | Québec solidaire              |

## Chapleau | Outaouais
|  | Nom                       | Parti                              |
|  | ------------------------- | ---------------------------------- |
|  | Jocelyn Dumais            | Action démocratique du Québec      |
|  | Roger Fleury              | Parti vert du Québec               |
|  | Édith Gendron             | Parti québécois                    |
|  | Jennifer Jean-Brice Vales | Québec solidaire                   |
|  | Benoît Pelletier*         | Parti libéral du Québec            |
|  | Pierre Soublière          | Parti marxiste-léniniste du Québec |

## Charlesbourg | Capitale-Nationale
|  | Nom                  | Parti                         |
|  | -------------------- | ----------------------------- |
|  | Rama Borne MacDonald | Parti vert du Québec          |
|  | Réjean Dumais        | Québec solidaire              |
|  | Catherine Morissette | Action démocratique du Québec |
|  | Richard Marceau      | Parti québécois               |
|  | Éric R. Mercier*     | Parti libéral du Québec       |

## Charlevoix | Capitale-Nationale
|  | Nom               | Parti                         |
|  | ----------------- | ----------------------------- |
|  | Rosaire Bertrand* | Parti québécois               |
|  | Jean-Guy Bouchard | Parti libéral du Québec       |
|  | Lucie Charbonneau | Québec solidaire              |
|  | Conrad Harvey     | Action démocratique du Québec |
|  | David Turcotte    | Parti vert du Québec          |

## Châteauguay | Montérégie
|  | Nom                 | Parti                         |
|  | ------------------- | ----------------------------- |
|  | Jean-Marc Fournier* | Parti libéral du Québec       |
|  | Chantal Marin       | Action démocratique du Québec |
|  | Michel Pinard       | Parti québécois               |
|  | Véronique Pronovost | Québec solidaire              |
|  | Khalil Saade        | Parti vert du Québec          |

## Chauveau | Capitale-Nationale
|  | Nom                     | Parti                         |
|  | ----------------------- | ----------------------------- |
|  | Nathalie Brochu         | Québec solidaire              |
|  | Mathilde Lavoie-Morency | Parti vert du Québec          |
|  | Robert Miller           | Parti québécois               |
|  | Sarah Perreault*        | Parti libéral du Québec       |
|  | Gilles Taillon          | Action démocratique du Québec |

## Chicoutimi | Saguenay—Lac-Saint-Jean
|  | Nom              | Parti                         |
|  | ---------------- | ----------------------------- |
|  | Stéphane Bédard* | Parti québécois               |
|  | Daniel Fortin    | Parti vert du Québec          |
|  | Colette Fournier | Québec solidaire              |
|  | André Harvey     | Parti libéral du Québec       |
|  | Luc Picard       | Action démocratique du Québec |

## Chomedey | Laval
|  | Nom                   | Parti                              |
|  | --------------------- | ---------------------------------- |
|  | Francine Bellerose    | Québec solidaire                   |
|  | Jessica Hamel         | Action démocratique du Québec      |
|  | Jean Martin           | Parti vert du Québec               |
|  | Noemia Onofre de Lima | Sans désignation                   |
|  | Guy Ouellette         | Parti libéral du Québec            |
|  | Joëlle Quérin         | Parti québécois                    |
|  | Polyvios Tsakanikas   | Parti marxiste-léniniste du Québec |

## Chutes-de-la-Chaudière | Chaudière-Appalaches
|  | Nom             | Parti                         |
|  | --------------- | ----------------------------- |
|  | Jean-Luc Bugnon | Parti vert du Québec          |
|  | Éveline Gueppe  | Québec solidaire              |
|  | Yvan Loubier    | Parti québécois               |
|  | Marc Picard*    | Action démocratique du Québec |
|  | France Proulx   | Parti libéral du Québec       |

## Crémazie | Montréal
|  | Nom                     | Parti                         |
|  | ----------------------- | ----------------------------- |
|  | André Frappier          | Québec solidaire              |
|  | Nathalie Gingras        | Parti vert du Québec          |
|  | Michèle Lamquin-Éthier* | Parti libéral du Québec       |
|  | Lisette Lapointe        | Parti québécois               |
|  | Geneviève Tousignant    | Action démocratique du Québec |

## D'Arcy-McGee | Montréal
|  | Nom                   | Parti                         |
|  | --------------------- | ----------------------------- |
|  | Lawrence S. Bergman*  | Parti libéral du Québec       |
|  | Pierre-Philippe Émond | Parti québécois               |
|  | Marcelle Guay         | Action démocratique du Québec |
|  | Robert Leibner        | Parti vert du Québec          |
|  | Abraham Weizfeld      | Québec solidaire              |

## Deux-Montagnes | Laurentides
|  | Nom               | Parti                         |
|  | ----------------- | ----------------------------- |
|  | Manon Bissonnette | Indépendant                   |
|  | Julien Demers     | Québec solidaire              |
|  | Paule Fortier     | Parti libéral du Québec       |
|  | Daniel Goyer      | Parti québécois               |
|  | Lucie Leblanc     | Action démocratique du Québec |
|  | Guy Rainville     | Parti vert du Québec          |

## Drummond | Centre-du-Québec
|  | Nom                    | Parti                         |
|  | ---------------------- | ----------------------------- |
|  | Mario G. Bergeron      | Indépendant                   |
|  | Lyne Boisvert          | Parti libéral du Québec       |
|  | Luce Daneault          | Québec solidaire              |
|  | Normand Jutras*        | Parti québécois               |
|  | Sébastien Schneeberger | Action démocratique du Québec |

## Dubuc | Saguenay—Lac-Saint-Jean
|  | Nom                      | Parti                         |
|  | ------------------------ | ----------------------------- |
|  | Marie-Francine Bienvenue | Québec solidaire              |
|  | Jacques Côté*            | Parti québécois               |
|  | Robert Émond             | Action démocratique du Québec |
|  | Michel Marecat           | Parti vert du Québec          |
|  | Johnny Simard            | Parti libéral du Québec       |

## Duplessis | Côte-Nord
|  | Nom                | Parti                         |
|  | ------------------ | ----------------------------- |
|  | Jacques Gélineau   | Parti vert du Québec          |
|  | Bernard Lefrançois | Action démocratique du Québec |
|  | Olivier Noël       | Québec solidaire              |
|  | Marc Proulx        | Parti libéral du Québec       |
|  | Lorraine Richard*  | Parti québécois               |

## Fabre | Laval
|  | Nom                  | Parti                         |
|  | -------------------- | ----------------------------- |
|  | Julien Boisseau      | Parti vert du Québec          |
|  | Michelle Courchesne* | Parti libéral du Québec       |
|  | Guy Lachapelle       | Parti québécois               |
|  | Marie-France Phisel  | Québec solidaire              |
|  | Patrick Pilote       | Action démocratique du Québec |

## Frontenac | Chaudière-Appalaches
|  | Nom               | Parti                         |
|  | ----------------- | ----------------------------- |
|  | Dominique Bernier | Québec solidaire              |
|  | Alain Gariépy     | Action démocratique du Québec |
|  | Juliette Jalbert  | Parti québécois               |
|  | Laurent Lessard*  | Parti libéral du Québec       |
|  | Pierre Richard    | Parti vert du Québec          |

## Gaspé | Gaspésie—Îles-de-la-Madeleine
|  | Nom               | Parti                         |
|  | ----------------- | ----------------------------- |
|  | Annie Chouinard   | Québec solidaire              |
|  | Bruno Cloutier    | Action démocratique du Québec |
|  | Guy Lelièvre*     | Parti québécois               |
|  | Georges Mamelonet | Parti libéral du Québec       |

## Gatineau | Outaouais
|  | Nom               | Parti                              |
|  | ----------------- | ---------------------------------- |
|  | Carmen Boucher    | Québec solidaire                   |
|  | Lisa Leblanc      | Parti marxiste-léniniste du Québec |
|  | Martin Otis       | Action démocratique du Québec      |
|  | Stéphanie Vallée  | Parti libéral du Québec            |
|  | Thérèse Viel-Déry | Parti québécois                    |
|  | Gail Walker       | Parti vert du Québec               |

## Gouin | Montréal
|  | Nom                | Parti                         |
|  | ------------------ | ----------------------------- |
|  | Françoise David    | Québec solidaire              |
|  | Nicolas Girard*    | Parti québécois               |
|  | Jocelyne Leduc     | Indépendant                   |
|  | Nathalie Rivard    | Parti libéral du Québec       |
|  | Jean-Philippe Ruel | Action démocratique du Québec |
|  | Hugô St-Onge       | Bloc Pot                      |
|  | Yohan Tremblay     | Parti vert du Québec          |

## Groulx | Laurentides
|  | Nom                | Parti                         |
|  | ------------------ | ----------------------------- |
|  | Pierre Descoteaux* | Parti libéral du Québec       |
|  | Rachel Gagnon      | Parti québécois               |
|  | Robert Harenclak   | Parti vert du Québec          |
|  | Linda Lapointe     | Action démocratique du Québec |
|  | Adam Veilleux      | Québec solidaire              |

## Hochelaga-Maisonneuve | Montréal
|  | Nom                     | Parti                              |
|  | ----------------------- | ---------------------------------- |
|  | Gabriel Chevrefils      | Québec solidaire                   |
|  | Christine Dandenault    | Parti marxiste-léniniste du Québec |
|  | Geneviève Guérin        | Parti vert du Québec               |
|  | Louise Harel*           | Parti québécois                    |
|  | Daniel Laforest         | Indépendant                        |
|  | Starbuck Leroidurock    | Bloc Pot                           |
|  | Marie-Chantal Pelletier | Action démocratique du Québec      |
|  | Vahid Vidah-Fortin      | Parti libéral du Québec            |

## Hull | Outaouais
|  | Nom                    | Parti                              |
|  | ---------------------- | ---------------------------------- |
|  | Roch Cholette*         | Parti libéral du Québec            |
|  | Bill Clennett          | Québec solidaire                   |
|  | Gabriel Girard-Bernier | Parti marxiste-léniniste du Québec |
|  | François Lizotte       | Action démocratique du Québec      |
|  | Marcel Painchaud       | Parti québécois                    |
|  | Mélanie Perreault      | Parti vert du Québec               |

## Huntingdon | Montérégie
|  | Nom              | Parti                         |
|  | ---------------- | ----------------------------- |
|  | André Chenail*   | Parti libéral du Québec       |
|  | Albert De Martin | Action démocratique du Québec |
|  | Éric Pigeon      | Parti québécois               |
|  | Marc Pronovost   | Québec solidaire              |
|  | Jean Siouville   | Indépendant                   |

## Iberville | Montérégie
|  | Nom                | Parti                         |
|  | ------------------ | ----------------------------- |
|  | Marie Bouillé      | Parti québécois               |
|  | Danielle Desmarais | Québec solidaire              |
|  | Alexandre Labbé    | Parti vert du Québec          |
|  | André Riedl        | Action démocratique du Québec |
|  | Jean Rioux*        | Parti libéral du Québec       |

## Îles-de-la-Madeleine | Gaspésie—Îles-de-la-Madeleine
|  | Nom              | Parti                         |
|  | ---------------- | ----------------------------- |
|  | Maxime Arseneau* | Parti québécois               |
|  | Patrick Leblanc  | Action démocratique du Québec |
|  | Pierre Proulx    | Parti libéral du Québec       |
|  | Nicolas Tremblay | Parti vert du Québec          |

## Jacques-Cartier | Montréal
|  | Nom              | Parti                         |
|  | ---------------- | ----------------------------- |
|  | Sophia Caporicci | Parti québécois               |
|  | Jill Hanley      | Québec solidaire              |
|  | Geoffrey Kelley* | Parti libéral du Québec       |
|  | Walter Rulli     | Action démocratique du Québec |
|  | Andy Srougi      | Indépendant                   |
|  | Ryan Young       | Parti vert du Québec          |

## Jean-Lesage | Capitale-Nationale
|  | Nom                    | Parti                                 |
|  | ---------------------- | ------------------------------------- |
|  | Jean Bédard            | Parti marxiste-léniniste du Québec    |
|  | Danielle Benny         | Parti démocratie chrétienne du Québec |
|  | José Breton            | Indépendant                           |
|  | Jean-Yves Desgagnés    | Québec solidaire                      |
|  | Michel Després*        | Parti libéral du Québec               |
|  | Jean-François Gosselin | Action démocratique du Québec         |
|  | Lucien Rodrigue        | Parti vert du Québec                  |
|  | Christian Simard       | Parti québécois                       |

## Jeanne-Mance—Viger | Montréal
|  | Nom                         | Parti                              |
|  | --------------------------- | ---------------------------------- |
|  | Michel Bissonnet*           | Parti libéral du Québec            |
|  | Stéphane Chénier            | Parti marxiste-léniniste du Québec |
|  | Kamal El Batal              | Parti québécois                    |
|  | Carole Giroux               | Action démocratique du Québec      |
|  | Hamadou Abdel Kader Nikiema | Parti vert du Québec               |
|  | Ramon Villaruel             | Québec solidaire                   |

## Jean-Talon | Capitale-Nationale
|  | Nom                   | Parti                                 |
|  | --------------------- | ------------------------------------- |
|  | Philippe Couillard    | Parti libéral du Québec               |
|  | Ali Dahan             | Parti vert du Québec                  |
|  | Luc de la Sablonnière | Action démocratique du Québec         |
|  | Francis Denis         | Parti démocratie chrétienne du Québec |
|  | Véronique Hivon       | Parti québécois                       |
|  | Monique Voisine       | Québec solidaire                      |

## Johnson | Estrie
|  | Nom                | Parti                         |
|  | ------------------ | ----------------------------- |
|  | Claude Boucher*    | Parti québécois               |
|  | Nicole Brouillette | Parti libéral du Québec       |
|  | Éric Charbonneau   | Action démocratique du Québec |
|  | Benoit Lapierre    | Parti vert du Québec          |
|  | Marcel Pinard      | Québec solidaire              |

## Joliette | Lanaudière
|  | Nom             | Parti                         |
|  | --------------- | ----------------------------- |
|  | Céline Beaulieu | Parti libéral du Québec       |
|  | Pascal Beaupré  | Action démocratique du Québec |
|  | Claude Duceppe  | Parti québécois               |
|  | Johanne Edsell  | Parti vert du Québec          |
|  | Flavie Trudel   | Québec solidaire              |

## Jonquière | Saguenay—Lac-Saint-Jean
|  | Nom                 | Parti                         |
|  | ------------------- | ----------------------------- |
|  | Sylvain Bergeron    | Québec solidaire              |
|  | Sylvain Gaudreault  | Parti québécois               |
|  | Françoise Gauthier* | Parti libéral du Québec       |
|  | Marc Jomphe         | Action démocratique du Québec |
|  | Pierre Laliberté    | Sans désignation              |
|  | Dominic Rouette     | Parti vert du Québec          |

## Kamouraska-Témiscouata | Bas-Saint-Laurent
|  | Nom             | Parti                         |
|  | --------------- | ----------------------------- |
|  | Gérard Beaulieu | Action démocratique du Québec |
|  | Claude Béchard* | Parti libéral du Québec       |
|  | Nancy Gagnon    | Parti québécois               |
|  | Lise Lebel      | Parti vert du Québec          |
|  | Céline Tremblay | Québec solidaire              |

## Labelle | Laurentides
|  | Nom                | Parti                         |
|  | ------------------ | ----------------------------- |
|  | François Beauchamp | Parti vert du Québec          |
|  | Deborah Bélanger   | Parti libéral du Québec       |
|  | Luc Boisjoli       | Québec solidaire              |
|  | Claude Ouellet     | Action démocratique du Québec |
|  | Sylvain Pagé*      | Parti québécois               |

## Lac-Saint-Jean | Saguenay—Lac-Saint-Jean
|  | Nom                | Parti                         |
|  | ------------------ | ----------------------------- |
|  | Yves Bolduc        | Parti libéral du Québec       |
|  | Alexandre Cloutier | Parti québécois               |
|  | Éric Girard        | Action démocratique du Québec |
|  | Denis Plamondon    | Québec solidaire              |
|  | Vital Tremblay     | Parti vert du Québec          |

## LaFontaine | Montréal
|  | Nom                | Parti                         |
|  | ------------------ | ----------------------------- |
|  | Marie-Ève Campéano | Action démocratique du Québec |
|  | Luc Côté           | Parti vert du Québec          |
|  | Victorien Pilote   | Québec solidaire              |
|  | Guido Renzi        | Parti québécois               |
|  | Tony Tomassi*      | Parti libéral du Québec       |

## La Peltrie | Capitale-Nationale
|  | Nom               | Parti                         |
|  | ----------------- | ----------------------------- |
|  | Robert Beauregard | Parti québécois               |
|  | Guillaume Boivin  | Québec solidaire              |
|  | Éric Caire        | Action démocratique du Québec |
|  | France Hamel*     | Parti libéral du Québec       |
|  | Priscilla Schafer | Parti vert du Québec          |

## La Pinière | Montérégie
|  | Nom                   | Parti                         |
|  | --------------------- | ----------------------------- |
|  | Marc-André Beauchemin | Action démocratique du Québec |
|  | Jean-Claude Bernheim  | Québec solidaire              |
|  | Claude Breton         | Parti vert du Québec          |
|  | Saloua Hassoun        | Parti québécois               |
|  | Fatima Houda-Pepin*   | Parti libéral du Québec       |

## Laporte | Montérégie
|  | Nom              | Parti                         |
|  | ---------------- | ----------------------------- |
|  | Michel Beaudoin  | Action démocratique du Québec |
|  | Nicole Ménard    | Parti libéral du Québec       |
|  | Richard Morisset | Parti vert du Québec          |
|  | Robert Pellan    | Parti québécois               |
|  | Michèle St-Denis | Québec solidaire              |

## La Prairie | Montérégie
|  | Nom                  | Parti                              |
|  | -------------------- | ---------------------------------- |
|  | Normand Chouinard    | Parti marxiste-léniniste du Québec |
|  | Louis Corbeil        | Parti vert du Québec               |
|  | Jean Dubuc           | Parti libéral du Québec            |
|  | Guy Latour           | Bloc Pot                           |
|  | Martin McNeil        | Indépendant                        |
|  | Antoine Phirun Pich  | Québec solidaire                   |
|  | François Rebello     | Parti québécois                    |
|  | Monique Roy Verville | Action démocratique du Québec      |

## L'Assomption | Lanaudière
|  | Nom                   | Parti                         |
|  | --------------------- | ----------------------------- |
|  | Olivier Huard         | Québec solidaire              |
|  | Éric Laporte          | Action démocratique du Québec |
|  | Michel Ménard         | Parti vert du Québec          |
|  | Jean-Claude St-André* | Parti québécois               |
|  | Benoît Verstraete     | Parti libéral du Québec       |

## Laurier-Dorion | Montréal
|  | Nom                    | Parti                              |
|  | ---------------------- | ---------------------------------- |
|  | Moustafa Ben Kirane    | Sans désignation                   |
|  | Sébastien Chagnon-Jean | Parti vert du Québec               |
|  | Ruba Ghazal            | Québec solidaire                   |
|  | Elsie Lefebvre*        | Parti québécois                    |
|  | Louise Lévesque        | Action démocratique du Québec      |
|  | Peter Macrisopoulos    | Parti marxiste-léniniste du Québec |
|  | Gerry Sklavounos       | Parti libéral du Québec            |
|  | Gerakis Vassilios      | Indépendant                        |

## Laval-des-Rapides | Laval
|  | Nom             | Parti                         |
|  | --------------- | ----------------------------- |
|  | Nicole Caron    | Québec solidaire              |
|  | Marc Demers     | Parti québécois               |
|  | Robert Goulet   | Action démocratique du Québec |
|  | Michel Lefebvre | Parti vert du Québec          |
|  | Alain Paquet*   | Parti libéral du Québec       |

## Laviolette | Mauricie
|  | Nom              | Parti                                 |
|  | ---------------- | ------------------------------------- |
|  | Pierre Audette   | Parti vert du Québec                  |
|  | Julie Boulet*    | Parti libéral du Québec               |
|  | Stéphane Defoy   | Action démocratique du Québec         |
|  | Pierrette Doucet | Québec solidaire                      |
|  | Josée Lafontaine | Parti démocratie chrétienne du Québec |
|  | Patrick Lahaie   | Parti québécois                       |

## Lévis | Chaudière-Appalaches
|  | Nom                    | Parti                                 |
|  | ---------------------- | ------------------------------------- |
|  | Paul Biron             | Parti démocratie chrétienne du Québec |
|  | Linda Goupil           | Parti québécois                       |
|  | Valérie Guilloteau     | Québec solidaire                      |
|  | Jean-Claude Lespérance | Parti vert du Québec                  |
|  | Christian Lévesque     | Action démocratique du Québec         |
|  | Serge Patenaude        | Parti marxiste-léniniste du Québec    |
|  | Carole Théberge*       | Parti libéral du Québec               |

## Lotbinière | Chaudière-Appalaches
|  | Nom                   | Parti                         |
|  | --------------------- | ----------------------------- |
|  | Laurent Boissonneault | Parti libéral du Québec       |
|  | Catherine Drolet      | Québec solidaire              |
|  | Sylvie Roy*           | Action démocratique du Québec |
|  | Annie Thériault       | Parti québécois               |

## Louis-Hébert | Capitale-Nationale
|  | Nom               | Parti                                 |
|  | ----------------- | ------------------------------------- |
|  | Claude Cloutier   | Parti démocratie chrétienne du Québec |
|  | Sam Hamad*        | Parti libéral du Québec               |
|  | André Joli-Coeur  | Parti québécois                       |
|  | André Larocque    | Parti vert du Québec                  |
|  | Catherine Lebossé | Québec solidaire                      |
|  | Jean Nobert       | Action démocratique du Québec         |

## Marguerite-Bourgeoys | Montréal
|  | Nom                    | Parti                                 |
|  | ---------------------- | ------------------------------------- |
|  | Serge Bellemare        | Parti vert du Québec                  |
|  | Jocelyne Desautels     | Québec solidaire                      |
|  | Siou Fan Houang        | Parti québécois                       |
|  | Yves Le Seigle         | Parti marxiste-léniniste du Québec    |
|  | Monique Jérôme-Forget* | Parti libéral du Québec               |
|  | Martin Marquis         | Action démocratique du Québec         |
|  | Marc Veilleux          | Parti démocratie chrétienne du Québec |

## Marguerite-D'Youville | Montérégie
|  | Nom                  | Parti                         |
|  | -------------------- | ----------------------------- |
|  | Simon-Pierre Diamond | Action démocratique du Québec |
|  | Sébastien Gagnon     | Parti québécois               |
|  | Daniel Michelin      | Québec solidaire              |
|  | Pierre Moreau*       | Parti libéral du Québec       |

## Marie-Victorin | Montérégie
|  | Nom                  | Parti                         |
|  | -------------------- | ----------------------------- |
|  | François Cyr         | Québec solidaire              |
|  | Roger Dagenais       | Action démocratique du Québec |
|  | Bernard Drainville   | Parti québécois               |
|  | Réal Langelier       | Parti vert du Québec          |
|  | Nic Leblanc          | Parti libéral du Québec       |
|  | Richard Lemagnifique | Bloc Pot                      |

## Marquette | Montréal
|  | Nom                | Parti                         |
|  | ------------------ | ----------------------------- |
|  | Daniel Hurteau     | Parti québécois               |
|  | Johanne Létourneau | Québec solidaire              |
|  | Réjean Malette     | Parti vert du Québec          |
|  | François Ouimet*   | Parti libéral du Québec       |
|  | Mark Yerbury       | Action démocratique du Québec |
|  | Russell Wood       | Indépendant                   |

## Maskinongé | Mauricie
|  | Nom              | Parti                         |
|  | ---------------- | ----------------------------- |
|  | Jean Damphousse  | Action démocratique du Québec |
|  | Frédéric Demouy  | Parti vert du Québec          |
|  | Rémy Désilets    | Parti québécois               |
|  | Francine Gaudet* | Parti libéral du Québec       |
|  | Mario Landry     | Québec solidaire              |

## Masson | Lanaudière
|  | Nom               | Parti                         |
|  | ----------------- | ----------------------------- |
|  | Jean Bonneau      | Parti vert du Québec          |
|  | Denise Cloutier   | Parti libéral du Québec       |
|  | Ginette Grandmont | Action démocratique du Québec |
|  | Marco Legrand     | Québec solidaire              |
|  | Luc Thériault*    | Parti québécois               |

## Matane | Gaspésie—Îles-de-la-Madeleine
|  | Nom              | Parti                         |
|  | ---------------- | ----------------------------- |
|  | Pascal Bérubé    | Parti québécois               |
|  | Nancy Charest*   | Parti libéral du Québec       |
|  | Donald Grenier   | Action démocratique du Québec |
|  | Brigitte Michaud | Québec solidaire              |
|  | François Vincent | Parti vert du Québec          |

## Matapédia | Bas-Saint-Laurent
|  | Nom                | Parti                         |
|  | ------------------ | ----------------------------- |
|  | Normand Boulianne  | Parti libéral du Québec       |
|  | Danielle Doyer*    | Parti québécois               |
|  | Dominic Fortin     | Québec solidaire              |
|  | Jean-François Guay | Parti vert du Québec          |
|  | Rémy Villeneuve    | Action démocratique du Québec |

## Mégantic-Compton | Estrie
|  | Nom                 | Parti                         |
|  | ------------------- | ----------------------------- |
|  | Gloriane Blais      | Parti québécois               |
|  | Jocelyn Brouillette | Action démocratique du Québec |
|  | Johanne Gonthier    | Parti libéral du Québec       |
|  | Sébastien Lanctôt   | Parti vert du Québec          |
|  | Ludovick Nadeau     | Québec solidaire              |

## Mercier | Montréal
|  | Nom                  | Parti                         |
|  | -------------------- | ----------------------------- |
|  | Amir Khadir          | Québec solidaire              |
|  | Nathalie Rochefort   | Parti libéral du Québec       |
|  | Nicky Tanguay        | Bloc Pot                      |
|  | Daniel Turp*         | Parti québécois               |
|  | Gabriel Tupula Yamba | Action démocratique du Québec |
|  | Sylvain Valiquette   | Parti vert du Québec          |

## Mille-Îles | Laval
|  | Nom               | Parti                         |
|  | ----------------- | ----------------------------- |
|  | Nicole Bellerose  | Québec solidaire              |
|  | Maurice Clermont* | Parti libéral du Québec       |
|  | Maude Delangis    | Parti québécois               |
|  | Christian Lajoie  | Parti vert du Québec          |
|  | Régent Milette    | Indépendant                   |
|  | Pierre Tremblay   | Action démocratique du Québec |

## Mirabel | Laurentides
|  | Nom                 | Parti                         |
|  | ------------------- | ----------------------------- |
|  | Denise Beaudoin*    | Parti québécois               |
|  | Sylvain Castonguay  | Parti vert du Québec          |
|  | Ritha Cossette      | Parti libéral du Québec       |
|  | François Desrochers | Action démocratique du Québec |
|  | Jocelyn Parent      | Québec solidaire              |

## Montmagny-L'Islet | Chaudière-Appalaches
|  | Nom            | Parti                         |
|  | -------------- | ----------------------------- |
|  | Réjean Boulet  | Parti québécois               |
|  | Yvon Léveillé  | Québec solidaire              |
|  | Norbert Morin* | Parti libéral du Québec       |
|  | Richard Piper  | Parti vert du Québec          |
|  | Claude Roy     | Action démocratique du Québec |

## Montmorency | Capitale-Nationale
|  | Nom                   | Parti                                 |
|  | --------------------- | ------------------------------------- |
|  | Hubert Benoit         | Action démocratique du Québec         |
|  | Raymond Bernier*      | Parti libéral du Québec               |
|  | Denise Jetté-Cloutier | Parti démocratie chrétienne du Québec |
|  | Daniel Leblond        | Parti québécois                       |
|  | Jacques Legros        | Québec solidaire                      |
|  | François Martin       | Indépendant                           |
|  | Julien Rodrigue       | Parti vert du Québec                  |

## Mont-Royal | Montréal
|  | Nom                        | Parti                              |
|  | -------------------------- | ---------------------------------- |
|  | Pierre Arcand              | Parti libéral du Québec            |
|  | Antonio Artuso             | Québec solidaire                   |
|  | Diane Johnston             | Parti marxiste-léniniste du Québec |
|  | Boris-Antoine Legault      | Parti vert du Québec               |
|  | Alexandre Tremblay-Michaud | Action démocratique du Québec      |
|  | Zhao Xin Wu                | Parti québécois                    |

## Nelligan | Montréal
|  | Nom              | Parti                         |
|  | ---------------- | ----------------------------- |
|  | Yolande James*   | Parti libéral du Québec       |
|  | Jean Lecavalier  | Action démocratique du Québec |
|  | Elahe Machouf    | Québec solidaire              |
|  | Dorothée Morin   | Parti québécois               |
|  | Jonathan Théorêt | Parti vert du Québec          |

## Nicolet-Yamaska | Centre-du-Québec
|  | Nom             | Parti                         |
|  | --------------- | ----------------------------- |
|  | Yves Baril      | Parti libéral du Québec       |
|  | Éric Dorion     | Action démocratique du Québec |
|  | Simonne Lizotte | Indépendant                   |
|  | Donald Martel   | Parti québécois               |
|  | Jean Proulx     | Québec solidaire              |

## Notre-Dame-de-Grâce | Montréal
|  | Nom              | Parti                              |
|  | ---------------- | ---------------------------------- |
|  | Julie Clouatre   | Action démocratique du Québec      |
|  | Russell Copeman* | Parti libéral du Québec            |
|  | Sophie Fréchette | Parti québécois                    |
|  | David Mandel     | Québec solidaire                   |
|  | Peter McQueen    | Parti vert du Québec               |
|  | Linda Sullivan   | Parti marxiste-léniniste du Québec |

## Orford | Estrie
|  | Nom               | Parti                         |
|  | ----------------- | ----------------------------- |
|  | Steve Bourassa    | Action démocratique du Québec |
|  | Michel Breton     | Parti québécois               |
|  | Louis Hamel       | Parti vert du Québec          |
|  | Pierre Reid*      | Parti libéral du Québec       |
|  | Patricia Tremblay | Québec solidaire              |

## Outremont | Montréal
|  | Nom              | Parti                              |  |
|  | ---------------- | ---------------------------------- |  |
|  | Romain Angeles   | Indépendant                        |  |
|  | Raymond Bachand* | Parti libéral du Québec            |  |
|  | Yves Breton      | Parti marxiste-léniniste du Québec |  |
|  | Luc Côté         | Parti vert du Québec               |  |
|  | Sujata Dey       | Québec solidaire                   |  |
|  | Pierre Harvey    | Action démocratique du Québec      |  |
|  | Salim Laaroussi  | Parti québécois                    |  |

## Papineau | Outaouais
|  | Nom                   | Parti                         |
|  | --------------------- | ----------------------------- |
|  | Serge Charette        | Action démocratique du Québec |
|  | Gilles Hébert         | Parti québécois               |
|  | Norman MacMillan*     | Parti libéral du Québec       |
|  | Patrick Mailloux      | Parti vert du Québec          |
|  | Marie-Élaine Rousseau | Québec solidaire              |

## Pointe-aux-Trembles | Montréal
|  | Nom                     | Parti                                 |
|  | ----------------------- | ------------------------------------- |
|  | André Boisclair*        | Parti québécois                       |
|  | Martin-Karl Bourbonnais | Action démocratique du Québec         |
|  | Xavier Daxhelet         | Parti vert du Québec                  |
|  | Julien Ferron           | Parti démocratie chrétienne du Québec |
|  | Daniel Fournier         | Parti libéral du Québec               |
|  | Étienne Mallette        | Bloc Pot                              |
|  | Dominique Ritchot       | Québec solidaire                      |
|  | Geneviève Royer         | Parti marxiste-léniniste du Québec    |

## Pontiac | Outaouais
|  | Nom                    | Parti                              |
|  | ---------------------- | ---------------------------------- |
|  | Victor Bilodeau        | Action démocratique du Québec      |
|  | David Éthier-April     | Parti marxiste-léniniste du Québec |
|  | Brian Gibb             | Parti Vert                         |
|  | Charlotte L'Écuyer*    | Parti libéral du Québec            |
|  | Patrick Robert-Meunier | Parti québécois                    |
|  | Jessica Squires        | Québec solidaire                   |

## Portneuf | Capitale-Nationale
|  | Nom                | Parti                         |
|  | ------------------ | ----------------------------- |
|  | Martin Courval     | Parti québécois               |
|  | Raymond Francoeur  | Action démocratique du Québec |
|  | André A. Lavoie    | Québec solidaire              |
|  | Simon Sauvageau    | Parti vert du Québec          |
|  | Jean-Pierre Soucy* | Parti libéral du Québec       |

## Prévost | Laurentides
|  | Nom             | Parti                         |
|  | --------------- | ----------------------------- |
|  | Richard Bélisle | Parti libéral du Québec       |
|  | Martin Camirand | Action démocratique du Québec |
|  | Mylène Jaccoud  | Québec solidaire              |
|  | Lucie Papineau* | Parti québécois               |

## René-Lévesque | Côte-Nord
|  | Nom               | Parti                         |
|  | ----------------- | ----------------------------- |
|  | André Desrosiers  | Action démocratique du Québec |
|  | François Désy     | Parti libéral du Québec       |
|  | Marjolain Dufour* | Parti québécois               |
|  | Styves Griffith   | Parti vert du Québec          |
|  | Mylène Lapierre   | Québec solidaire              |

## Richelieu | Montérégie
|  | Nom                | Parti                         |
|  | ------------------ | ----------------------------- |
|  | François Desmarais | Parti vert du Québec          |
|  | Éric Noël          | Québec solidaire              |
|  | Normand Philibert  | Indépendant                   |
|  | Philippe Rochat    | Action démocratique du Québec |
|  | Gilles Salvas      | Parti libéral du Québec       |
|  | Sylvain Simard*    | Parti québécois               |

## Richmond | Centre-du-Québec
|  | Nom                        | Parti                         |
|  | -------------------------- | ----------------------------- |
|  | Claude Bergeron            | Indépendant                   |
|  | Frédérick Clerson-Guicherd | Parti vert du Québec          |
|  | Pierre Hébert              | Action démocratique du Québec |
|  | Danielle Maire             | Québec solidaire              |
|  | Martyne Prévost            | Parti québécois               |
|  | Yvon Vallières*            | Parti libéral du Québec       |

## Rimouski | Bas-Saint-Laurent
|  | Nom               | Parti                         |
|  | ----------------- | ----------------------------- |
|  | Guylaine Bélanger | Québec solidaire              |
|  | Hélène Ménard     | Parti libéral du Québec       |
|  | Irvin Pelletier   | Parti québécois               |
|  | Roger Picard      | Action démocratique du Québec |
|  | Stéphanie Théorêt | Parti vert du Québec          |

## Rivière-du-Loup | Bas-Saint-Laurent
|  | Nom            | Parti                         |
|  | -------------- | ----------------------------- |
|  | Hugues Belzile | Parti québécois               |
|  | Jean D'Amour   | Parti libéral du Québec       |
|  | Mario Dumont*  | Action démocratique du Québec |
|  | Martin Poirier | Parti vert du Québec          |

## Robert-Baldwin | Montréal
|  | Nom                   | Parti                         |
|  | --------------------- | ----------------------------- |
|  | Shawn Katz            | Parti vert du Québec          |
|  | Ginette Lemire        | Action démocratique du Québec |
|  | Pierre Marsan*        | Parti libéral du Québec       |
|  | Jocelyne Messih       | Québec solidaire              |
|  | Alexandre Pagé-Chassé | Parti québécois               |

## Roberval | Saguenay—Lac-Saint-Jean
|  | Nom                 | Parti                         |
|  | ------------------- | ----------------------------- |
|  | Karl Blackburn*     | Parti libéral du Québec       |
|  | Mario Michel Jomphe | Action démocratique du Québec |
|  | Nicole Schmitt      | Québec solidaire              |
|  | Denis Trottier      | Parti québécois               |

## Rosemont | Montréal
|  | Nom                      | Parti                              |
|  | ------------------------ | ---------------------------------- |
|  | Yasmine Alloul           | Parti libéral du Québec            |
|  | Lawrence-Thierry Bernard | Action démocratique du Québec      |
|  | Garnet Colly             | Parti marxiste-léniniste du Québec |
|  | Rita Dionne-Marsolais*   | Parti québécois                    |
|  | Marc-André Gadoury       | Parti vert du Québec               |
|  | François Saillant        | Québec solidaire                   |
|  | Raphaël Thurbide         | Bloc Pot                           |

## Rousseau | Lanaudière
|  | Nom                    | Parti                         |
|  | ---------------------- | ----------------------------- |
|  | Alex Boisdequin-Lefort | Québec solidaire              |
|  | Richard Chatagneau     | Parti vert du Québec          |
|  | François Legault*      | Parti québécois               |
|  | Jean-Pierre Parrot     | Action démocratique du Québec |
|  | Yves Prud'homme        | Parti libéral du Québec       |

## Rouyn-Noranda—Témiscamingue | Abitibi-Témiscamingue
|  | Nom              | Parti                         |
|  | ---------------- | ----------------------------- |
|  | Daniel Bernard*  | Parti libéral du Québec       |
|  | France Caouette  | Québec solidaire              |
|  | Johanne Morasse  | Parti québécois               |
|  | Mario Provencher | Action démocratique du Québec |

## Saint-François | Estrie
|  | Nom                      | Parti                         |
|  | ------------------------ | ----------------------------- |
|  | Monique Gagnon-Tremblay* | Parti libéral du Québec       |
|  | Mariette Fugère          | Parti québécois               |
|  | Anick Proulx             | Parti vert du Québec          |
|  | François Rioux           | Action démocratique du Québec |
|  | Suzanne Thériault        | Québec solidaire              |

## Saint-Henri—Sainte-Anne | Montréal
|  | Nom                 | Parti                                 |
|  | ------------------- | ------------------------------------- |
|  | Chantal Beauregard  | Action démocratique du Québec         |
|  | Marguerite Blais    | Parti libéral du Québec               |
|  | Rachel Hoffman      | Parti marxiste-léniniste du Québec    |
|  | Andrzej Jastrzebski | Parti démocratie chrétienne du Québec |
|  | Shawna O'Flaherty   | Parti vert du Québec                  |
|  | Robin Philpot       | Parti québécois                       |
|  | Arthur Sandborn     | Québec solidaire                      |

## Saint-Hyacinthe | Montérégie
|  | Nom                  | Parti                         |
|  | -------------------- | ----------------------------- |
|  | Claude Corbeil       | Parti libéral du Québec       |
|  | Catherine Desrochers | Parti vert du Québec          |
|  | Léandre Dion*        | Parti québécois               |
|  | Richard Gingras      | Québec solidaire              |
|  | Claude L'Écuyer      | Action démocratique du Québec |

## Saint-Jean | Montérégie
|  | Nom                 | Parti                         |
|  | ------------------- | ----------------------------- |
|  | Lucille Méthé       | Action démocratique du Québec |
|  | Jean-Pierre Paquin* | Parti libéral du Québec       |
|  | Jean Robert         | Indépendant                   |
|  | Guillaume Tremblay  | Québec solidaire              |
|  | Dave Turcotte       | Parti québécois               |

## Saint-Laurent | Montréal
|  | Nom                | Parti                              |
|  | ------------------ | ---------------------------------- |
|  | Fernand Deschamps  | Parti marxiste-léniniste du Québec |
|  | Jacques P. Dupuis* | Parti libéral du Québec            |
|  | William Fayad      | Parti québécois                    |
|  | Jose Fiorilo       | Action démocratique du Québec      |
|  | Stephen Marchant   | Parti vert du Québec               |
|  | Alain Pérusse      | Québec solidaire                   |

## Saint-Maurice | Mauricie
|  | Nom              | Parti                         |
|  | ---------------- | ----------------------------- |
|  | France Beaulieu  | Parti libéral du Québec       |
|  | Robert Deschamps | Action démocratique du Québec |
|  | Marianne Mathis  | Québec solidaire              |
|  | Francis Mondou   | Indépendant                   |
|  | Claude Pinard*   | Parti québécois               |

## Sainte-Marie—Saint-Jacques | Montréal
|  | Nom                    | Parti                              |
|  | ---------------------- | ---------------------------------- |
|  | Corrine Ardon          | Parti vert du Québec               |
|  | Jean-Stéphane Dupervil | Action démocratique du Québec      |
|  | Denise Dussault        | Parti libéral du Québec            |
|  | Serge Lachapelle       | Parti marxiste-léniniste du Québec |
|  | Martin Lemay*          | Parti québécois                    |
|  | Manon Massé            | Québec solidaire                   |

## Shefford | Estrie
|  | Nom                     | Parti                         |
|  | ----------------------- | ----------------------------- |
|  | Jean-François Arsenault | Parti vert du Québec          |
|  | François Bonnardel      | Action démocratique du Québec |
|  | Bernard Brodeur*        | Parti libéral du Québec       |
|  | Ginette Moreau          | Québec solidaire              |
|  | Paul Sarrazin           | Parti québécois               |
|  | Dominic Thibeault       | Bloc Pot                      |

## Sherbrooke | Estrie
|  | Nom              | Parti                         |
|  | ---------------- | ----------------------------- |
|  | Christian Bibeau | Québec solidaire              |
|  | Jean Charest*    | Parti libéral du Québec       |
|  | Steve Dubois     | Parti vert du Québec          |
|  | Michel Dumont    | Action démocratique du Québec |
|  | Claude Forgues   | Parti québécois               |
|  | Hubert Richard   | Indépendant                   |

## Soulanges | Montérégie
|  | Nom               | Parti                         |
|  | ----------------- | ----------------------------- |
|  | Alain Brazeau     | Parti vert du Québec          |
|  | Sylvain Brazeau   | Action démocratique du Québec |
|  | Lucie Charlebois* | Parti libéral du Québec       |
|  | Marc Laviolette   | Parti québécois               |
|  | Gilles Paquette   | Indépendant                   |
|  | Marielle Rodrigue | Québec solidaire              |

## Taillon | Montérégie
|  | Nom               | Parti                         |
|  | ----------------- | ----------------------------- |
|  | Manon Blanchard   | Québec solidaire              |
|  | Marie Malavoy*    | Parti québécois               |
|  | Jonathan Mortreux | Parti vert du Québec          |
|  | Anne Pâquet       | Parti libéral du Québec       |
|  | Karine Simard     | Action démocratique du Québec |

## Taschereau | Capitale-Nationale
|  | Nom                | Parti                         |
|  | ------------------ | ----------------------------- |
|  | Yonnel Bonaventure | Parti vert du Québec          |
|  | Philippe Cannon    | Parti libéral du Québec       |
|  | Agnès Maltais*     | Parti québécois               |
|  | Caroline Pageau    | Action démocratique du Québec |
|  | Serge Roy          | Québec solidaire              |
|  | Luc Schulz         | Indépendant                   |

## Terrebonne | Lanaudière
|  | Nom                     | Parti                         |
|  | ----------------------- | ----------------------------- |
|  | Jean Baril              | Québec solidaire              |
|  | Jocelyne Caron*         | Parti québécois               |
|  | Pierre-Charles de Guise | Parti vert du Québec          |
|  | Chantal LeBlanc         | Parti libéral du Québec       |
|  | Jean-François Therrien  | Action démocratique du Québec |

## Trois-Rivières | Mauricie
|  | Nom              | Parti                         |
|  | ---------------- | ----------------------------- |
|  | Jean-Pierre Adam | Parti québécois               |
|  | André Gabias*    | Parti libéral du Québec       |
|  | Louis Lacroix    | Parti vert du Québec          |
|  | André Lemay      | Québec solidaire              |
|  | Sébastien Proulx | Action démocratique du Québec |
|  | Stéphan Vincent  | Indépendant                   |

## Ungava | Nord-du-Québec
|  | Nom                | Parti                         |
|  | ------------------ | ----------------------------- |
|  | Jacques L. Cadieux | Action démocratique du Québec |
|  | Luc Ferland        | Parti québécois               |
|  | Gilbert Hamel      | Québec solidaire              |
|  | Aline Sauvageau    | Parti libéral du Québec       |

## Vachon | Montérégie
|  | Nom              | Parti                         |
|  | ---------------- | ----------------------------- |
|  | Maro Akoury      | Action démocratique du Québec |
|  | Camil Bouchard*  | Parti québécois               |
|  | Denis Durand     | Parti vert du Québec          |
|  | Brigitte Mercier | Parti libéral du Québec       |
|  | Richard St-Onge  | Québec solidaire              |

## Vanier | Capitale-Nationale
|  | Nom                 | Parti                                 |
|  | ------------------- | ------------------------------------- |
|  | Louis Casgrain      | Parti démocratie chrétienne du Québec |
|  | Marie Dionne        | Québec solidaire                      |
|  | Lucien Gravelle     | Parti vert du Québec                  |
|  | Jean-Claude L'Abbée | Parti libéral du Québec               |
|  | Sylvain Légaré*     | Action démocratique du Québec         |
|  | Sylvain Lévesque    | Parti québécois                       |

## Vaudreuil | Montérégie
|  | Nom                  | Parti                         |
|  | -------------------- | ----------------------------- |
|  | Louisanne Chevrier   | Parti québécois               |
|  | Micheline Déry       | Québec solidaire              |
|  | Jean-Claude Lévesque | Action démocratique du Québec |
|  | Yvon Marcoux*        | Parti libéral du Québec       |
|  | Jean-Yves Massenet   | Parti vert du Québec          |

## Verchères | Montérégie
|  | Nom                  | Parti                         |
|  | -------------------- | ----------------------------- |
|  | Stéphane Bergeron*   | Parti québécois               |
|  | Michelle Hudon-David | Québec solidaire              |
|  | Geneviève Ménard     | Parti vert du Québec          |
|  | Luc Robitaille       | Action démocratique du Québec |
|  | Paul Verret          | Parti libéral du Québec       |

## Verdun | Montréal
|  | Nom                     | Parti                                 |
|  | ----------------------- | ------------------------------------- |
|  | David Fennario          | Québec solidaire                      |
|  | Normand Fournier        | Parti marxiste-léniniste du Québec    |
|  | Henri-François Gautrin* | Parti libéral du Québec               |
|  | Richard Langlais        | Parti québécois                       |
|  | Robert Lindblad         | Indépendant                           |
|  | Pierre-Yves McSween     | Parti vert du Québec                  |
|  | Gilles Noël             | Parti démocratie chrétienne du Québec |
|  | Sala Samghour           | Bloc Pot                              |
|  | Sylvie Tremblay         | Action démocratique du Québec         |

## Viau | Montréal
|  | Nom              | Parti                         |
|  | ---------------- | ----------------------------- |
|  | Simon Bernier    | Parti vert du Québec          |
|  | Emmanuel Dubourg | Parti libéral du Québec       |
|  | Sylvie Fontaine  | Action démocratique du Québec |
|  | Valérie Lavoie   | Québec solidaire              |
|  | Naima Minoume    | Parti québécois               |

## Vimont | Laval
|  | Nom                        | Parti                         |
|  | -------------------------- | ----------------------------- |
|  | Vincent Auclair*           | Parti libéral du Québec       |
|  | Marie-France Charbonneau   | Parti québécois               |
|  | François Gaudreau          | Action démocratique du Québec |
|  | Mickael Labrie             | Québec solidaire              |
|  | Catherine Ouellet-Cummings | Parti vert du Québec          |

## Westmount—Saint-Louis  | Montréal
|  | Nom              | Parti                              |
|  | ---------------- | ---------------------------------- |
|  | Nadia Alexan     | Québec solidaire                   |
|  | Jacques Chagnon* | Parti libéral du Québec            |
|  | Patrick Daoust   | Parti vert du Québec               |
|  | Denise Laroche   | Parti québécois                    |
|  | Nicholas Lin     | Parti marxiste-léniniste du Québec |
|  | Caroline Morgan  | Action démocratique du Québec      |